# 카드파이트!! 뱅가드
카드파이트!! 뱅가드(カードファイト!! ヴァンガード)는 카드 게임을 소재로 하여 일본의 부시로드(BUSHIROAD, ブシロード) 사가 제작한 TV 애니메이션. 원작 설정을 기반으로 이토 아키라가 그린 만화도 월간 케로케로 에이스(ケロケロ エース)에 연재 중이다. 만화 유희왕과 비슷한 카드 게임으로 일본에서 선풍적인 인기를 끌고 있다. TV 아이치와 TV 도쿄를 통해 방영되었다.
대한민국에서는 ㈜아카데미과학에서 TV시리즈 애니메이션을 수입하고, 카툰네트워크에 공급하여 한국어 더빙 제작을 통해 2011년 10월 3일부터 월요일, 화요일, 수요일 오후 4시에 본방송이 방영되었다. 이후 대교어린이TV에도 공급하여 재방송이 방영되었다.

## 개요
TCG가 전 세계적으로 유행하는 시대에, 센도 아이치는 마음이 심약해서인지 반에서 딱히 친한 친구가 없었다.
그러던 어느 날, 클래스 메이트인 모리카와 카츠미에게 '블래스터 블레이드'를 빼앗긴다.
그 카드는 아이치에게 소중한 카드로서 어릴 적 심한 왕따를 당할 때 우연히 길에서 만난 카이 토시키가 준 카드이다.
센도 아이치가 카드를 돌려받으려고 '카드 캐피탈'이라는 카드 샵에 따라갔지만 이미 '블래스터 블레이드'는 다른 뱅가드 파이터의 것이 되어 있었다.
그러나 그 뱅가드 파이터가 자신에게 '블래스터 블레이드'를 준 카이 토시키임을 알고, 그와 뱅가드 대결을 해서 '블래스터 블레이드'를 돌려받는다.
그 후 아이치는 좀 더 밝은 성격이 되고 매일 '카드 캐피탈'에 가면서 여러 사람들을 사귄다.